# No Bravery
No Bravery – utwór brytyjskiego wokalisty Jamesa Blunta. Wydany został 17 kwietnia 2006 roku przez wytwórnię płytową Atlantic Records jako piąty singel z jego pierwszego albumu studyjnego, zatytułowanego Back to Bedlam. Twórcami tekstu są James Blunt i Sasha Skarbek, natomiast Tom Rothrock wraz z Jimmym Hogarth zajęli się jego produkcją. Do singla nakręcono także teledysk, a jego reżyserią zajął się Paul Heyes. „No Bravery” notowany był na 15. pozycji na liście przebojów we Francji. Utwór opowiada o wojnie domowowej w Kosowie, gdzie Blunt służył tam w siłach pokojowych NATO.

## Pozycje na listach przebojów
| Kraj    | Lista (2006)    | Pozycja |
| ------- | --------------- | ------- |
| Francja | Top 200 Singles | 15      |